# Pierre Christin
Pierre Christin (Saint-Mandé, Francia, 27 de julio de 1938-3 de octubre de 2024) fue un guionista y creador de historietas francés.

## Biografía
Tras graduarse en la Sorbona, fue profesor de literatura francesa en la Universidad de Salt Lake City, Utah. Su primera historieta, Le Rhum du Punch, fue dibujada por su amigo de la infancia Jean-Claude Mézières, y publicada en 1966 en la revista Pilote. Christin regresó a Francia el año siguiente para unirse a la Universidad de Burdeos. Aquel mismo año, colaboró con Mèzières para crear la serie de ciencia ficción Valérian: Agente Espacio Temporal. 
Con Jacques Tardi y Enki Bilal creó la serie Leyendas de hoy, a la que pertenecen obras tan notables como Partida de caza (1983).